# منطقه ماگدالنا

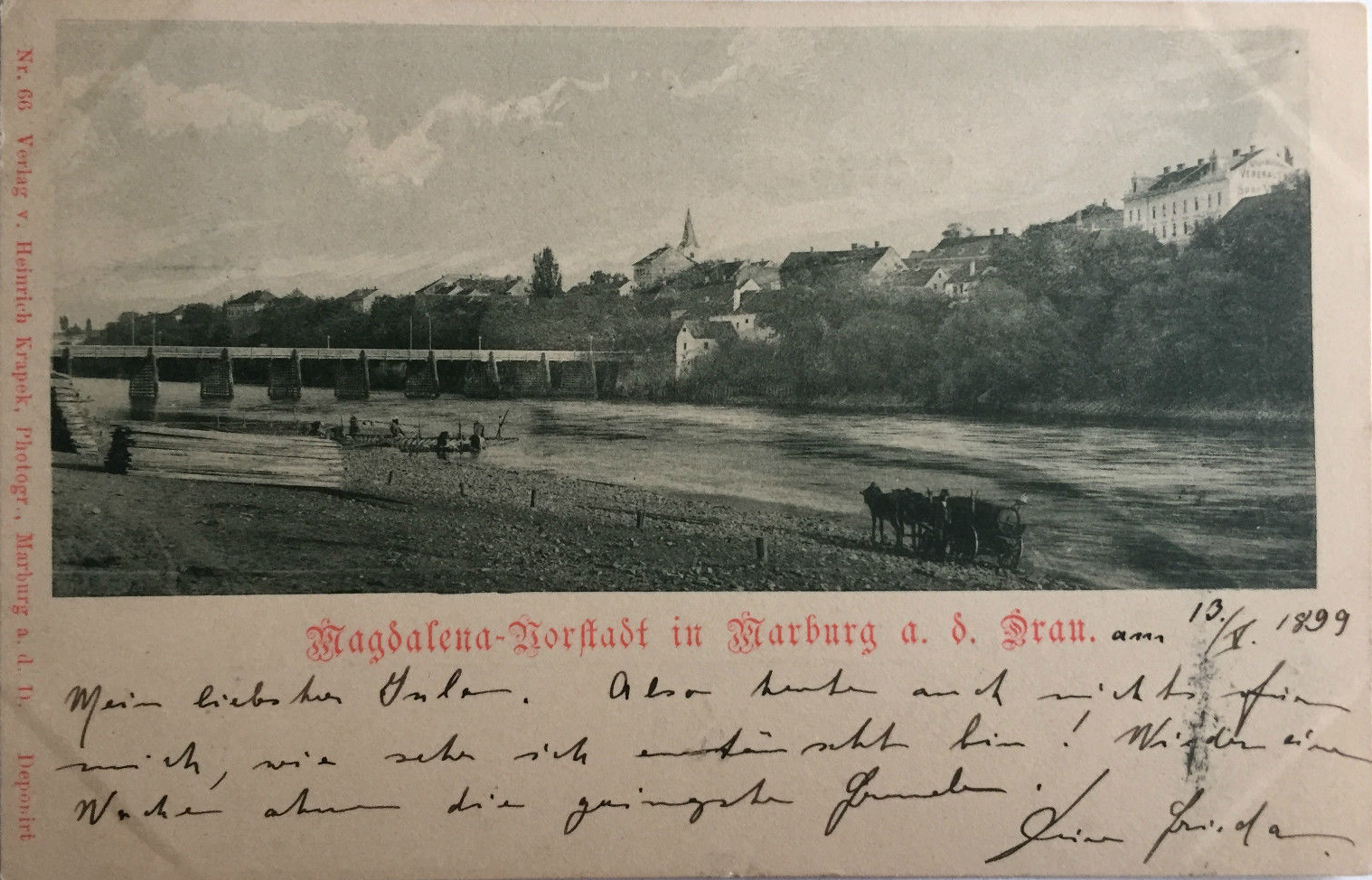
یک کارت‌پستال منقش به عکسی از منطقهٔ ماگدالنا در ماریبور - ۱۸۹۹

منطقهٔ ماگدالنا (به زبان اسلونیایی: Mestna četrt Magdalena) یک منطقهٔ شهری در ماریبور در شمال شرقی اسلوونی است. در سال ۲۰۱۴ جمعیت آن ۶٬۴۳۹ نفر بود.
این منطقه در ساحل شرقی رود دراوا قرار دارد.